# Csepel
Csepel (in tedesco Tschepele), o distretto XXI (in ungherese XXI. kerülete), è un distretto di Budapest, in Ungheria. Csepel divenne ufficialmente parte di Budapest il 1 gennaio 1950.

## Luogo
Csepel si trova all'estremità settentrionale dell'isola Csepel nel Danubio e copre un decimo della zona dell'isola. Essendo su un'isola, è l'unico distretto completo di Budapest che non è né a Pest né a Buda. Ha circa 85 000 abitanti.
Csepel è facilmente accessibile dal centro di Budapest dal Csepel HÉV. Ponti collegano Csepel alle parti meridionali di Pest, Ferencváros e Pesterzsébet, e un traghetto collega Csepel a Soroksár.

## Nome
Il villaggio e l'isola hanno preso il nome dal primo arrivato della zona (in ungherese ispán) della zona, Csepel. I nomi tedesco e serbo-croato derivano da quello ungherese più antico.

## Storia
L'Isola di Csepel divenne il dominio personale di Árpád dopo la migrazione degli ungheresi in Pannonia all'inizio del X secolo. Rimase una località amata dai re ungheresi nel Medioevo e dal 1484 in poi Csepel fu il regalo di nozze per le future regine ungheresi. 
I turchi ottomani distrussero totalmente il villaggio e la dimora reale nel XVI secolo e, alla fine del XVII secolo, la zona venne popolata dai profughi dalla Serbia occupata dai turchi. All'inizio del XVIII secolo il principe Eugenio di Savoia, proprietario dell'isola, ristabilì l'insediamento e lo popolò con coloni tedeschi. Divenne un comune indipendente nel 1742. 
Il villaggio originario si trovava nella zona odierna del porto franco (Szabadkikötő), ma fu completamente distrutto dalla grande alluvione del 1838. Il nuovo villaggio fu costruito su un terreno più elevato, nell'odierna Ófalu. La città aveva una popolazione di 9462 secondo il censimento del 1910 (la composizione etnica era 84% ungherese e il 18% tedesco). Un tempo era un borghese della classe operaia con diverse fabbriche e, durante la rivoluzione ungherese del 1956, i combattenti ungheresi fecero la loro ultima resistenza a Csepel. Oggi, Csepel contiene quartieri residenziali e sobborghi di giardini della classe media.
Il distretto ospita la società sportiva Csepel SC.

## Popolazione
Abitanti censiti

Gruppi etnici (censimento 2001):
- Ungheresi – 92.4%
- Tedeschi – 0.7%
- Romanì – 0.7%
- Altri – 0.9%
- Nessuna risposta – 5.3%

Religioni (censimento del 2001):
- Cattolicesimo – 41.4%
- Calvinismo – 13%
- Cattolicesimo greco – 2.2%
- Luteranesimo – 1.7%
- Altro (cristianesimo) – 1%
- Altro (non cristiani) – 0.3%
- Atei – 25.1%
- Nessuna risposta, sconosciuto – 15.2%

## Luoghi di interesse
Tra le attrazioni degne di nota figurano la chiesa parrocchiale barocca costruita nel 1770, la Galleria Csepel e il Museo di Storia Locale e la collezione Csepel di Storia della Fabbrica.

## Galleria d'immagini

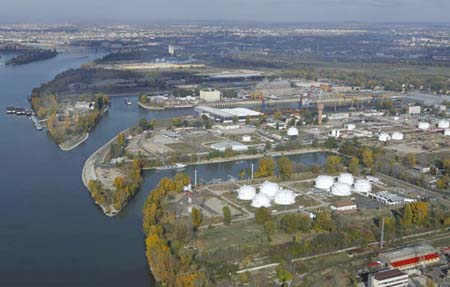
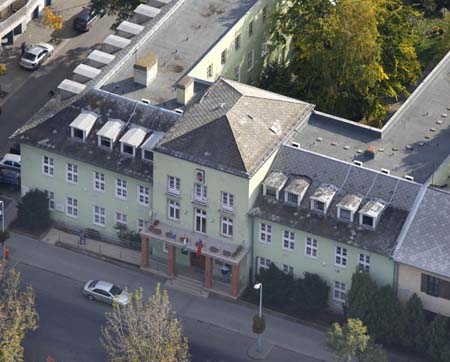
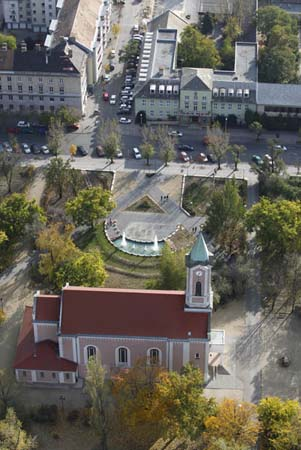
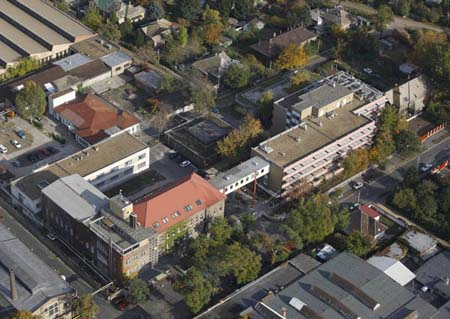
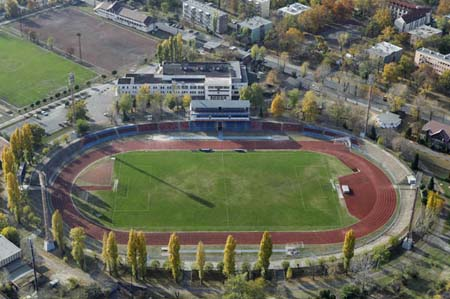
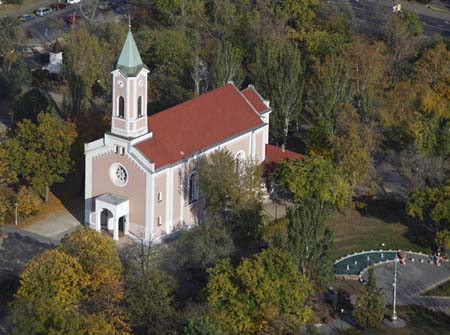